# Debbie Allen

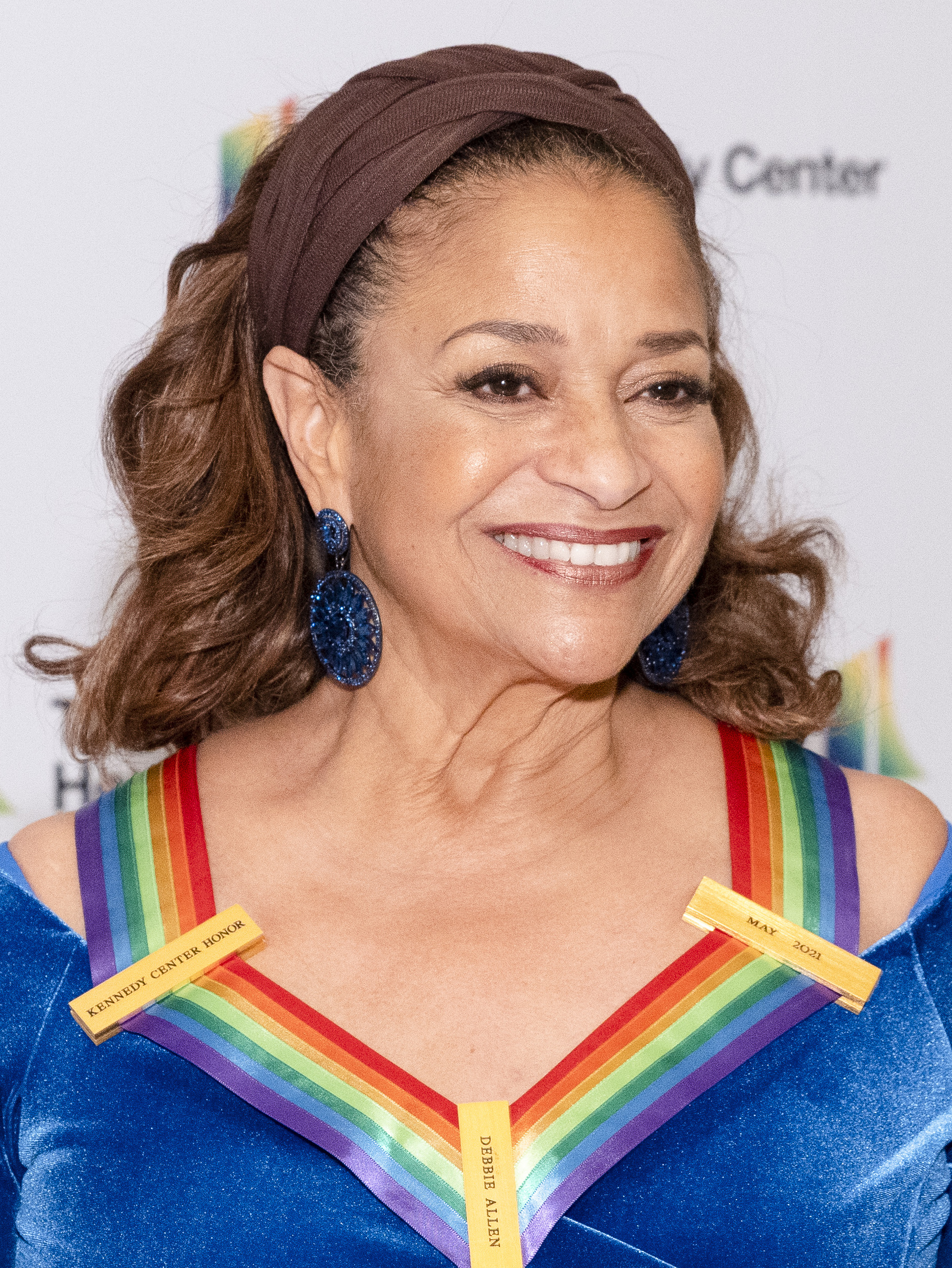
Debbie Allen (2021)

Deborrah Kaye „Debbie“ Allen (* 16. Januar 1950 in Houston, Texas) ist eine US-amerikanische Schauspielerin, Regisseurin, Tänzerin, Choreografin, Produzentin und Sängerin. Bekannt wurde sie durch die Fernsehserie Fame – Der Weg zum Ruhm, in der sie die Tanzlehrerin Lydia Grant spielte. Im Jahr 2025 wurde ihr ein Ehrenoscar zuerkannt.

## Leben

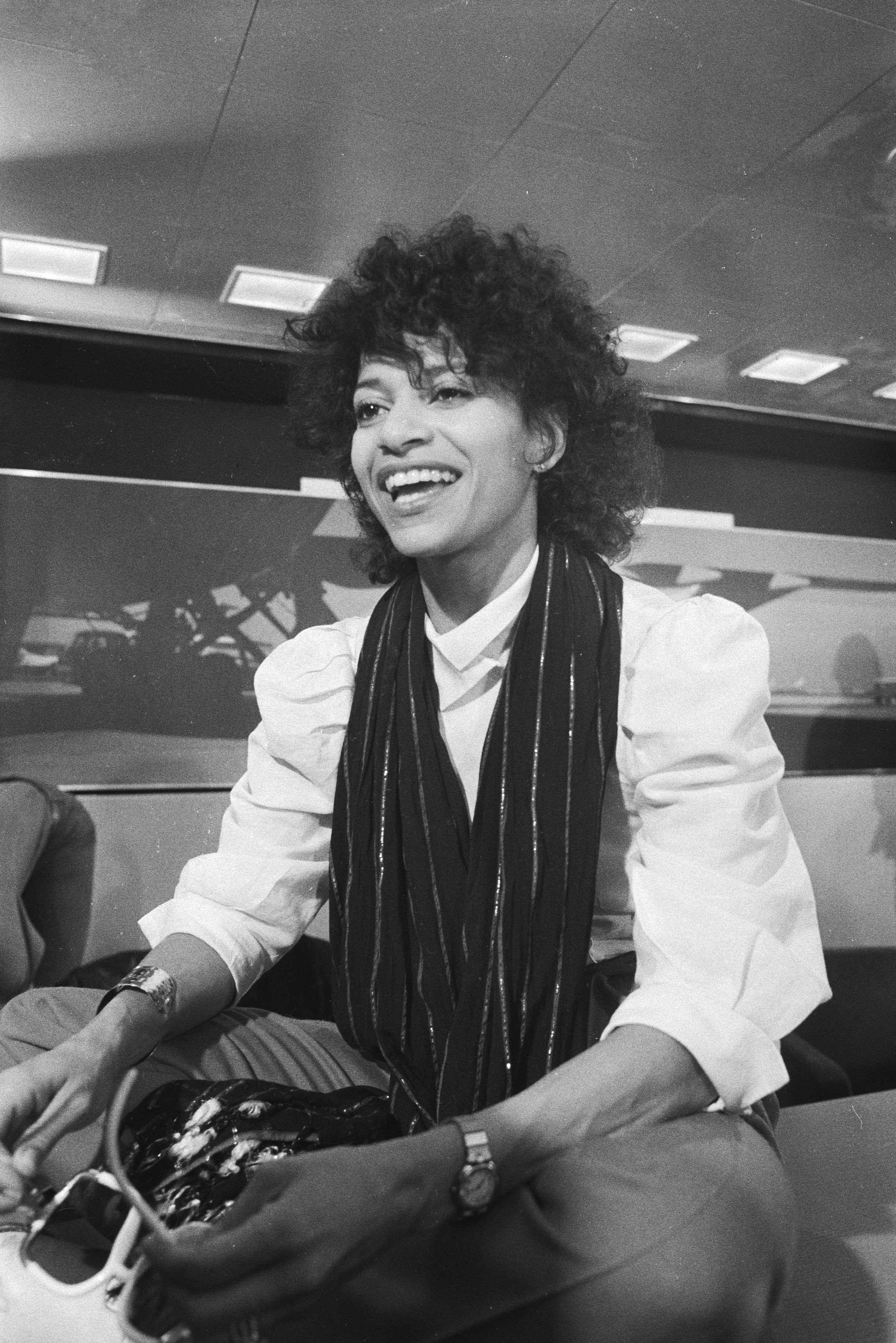
Debbie Allen (1983)

Debbie Allen wurde in Houston als jüngste Tochter von Andrew Arthur Allen Sr. und Vivian Ayers geboren. Ihre Geschwister sind die amerikanische Schauspielerin Phylicia Rashad und der Jazzkomponist Tex Allen (Andrew Arthur Allen Jr, geboren 1945). An der Howard University machte sie ihren Bachelor of Arts Abschluss in klassischer griechischer Literatur und Theaterspiel.
Nach dem Studium trat Debbie Allen in verschiedenen Musicals am Broadway auf. Sie sang im Chor des Musicals Purlie, spielte die Rolle der Beneatha Younger in Raisin und die Rolle der Anita im 1980er Revival von West Side Story. Im Jahr 1986 spielte sie die Hauptrolle im Musical Sweet Charity.
Debbie Allen spielte im Film Fame – Der Weg zum Ruhm (1980) und in der gleichnamigen Fernsehserie die Tanzlehrerin Lydia Grant. In der Fernsehserie war sie als leitende Choreografin an der Gestaltung der Tanznummern beteiligt. Im Remake des Films Fame spielte sie die Direktorin Angela Simms.
Als Sängerin veröffentlichte sie die zwei Solo-Alben Sweet Charity (1986) und Special Look (1989). Im Jahr 2001 eröffnete sie die Debbie Allen Dance Academy in Los Angeles. Dort können Jugendliche zwischen vierzehn und achtzehn Jahren verschiedene Tanzstile erlernen. Debbie Allen führte im Jahr 2008 Regie in der Broadway-Produktion Die Katze auf dem heißen Blechdach in der auch ihre Schwester Phylicia Rashad mitspielte.
Debbie Allen bekam die Ehrendoktorwürde der University of North Carolina School of the Arts und ihrer früheren Hochschule, der Howard University. In erster Ehe war sie von 1975 bis 1983 mit Winfred Wilford verheiratet. Seit 1984 ist sie mit dem ehemaligen NBA Basketballspieler Norm Nixon verheiratet. Ihre Tochter Vivian Nichole Nixon ist eine Tänzerin am Broadway und ihr Sohn Norman Ellard Nixon Jr. ein Basketballspieler.
2017 wurde sie in die Academy of Motion Picture Arts and Sciences aufgenommen, die jährlich die Oscars vergibt. Acht Jahre später wurde ihr 2025 ein Ehrenoscar zuerkannt.
Sie ist auch Executive-Produzentin, Schauspielerin und Regisseurin bei Grey’s Anatomy.

## Preise und Auszeichnungen
- 1982: Golden Apple Award
- 1982, 1983 und 1984: Drei Emmy Awards für Fame – Der Weg zum Ruhm
- 1983: Golden Globe Award in der Kategorie Beste Serien-Hauptdarstellerin – Komödie oder Musical für Fame – Der Weg zum Ruhm
- 1992: George and Ira Gershwin Award for Lifetime Musical Achievement
- 2020: Kennedy-Preis[3]
- 2026: Ehrenoscar[4]
- 10 NAACP Image Awards unter anderem als Regisseurin, Darstellerin, Choreografin und Produzentin für Fame, College Fieber, Motown 25 und Amistad.
- Stern auf dem Hollywood Walk of Fame in der Kategorie Fernsehen
- Ehrendoktorwürden der University of North Carolina School of the Arts und der Howard University

## Filmografie (Auswahl)

### Schauspielerin
- 1976: Good Times (Fernsehserie, zwei Folgen)
- 1979: Roots – Die nächsten Generationen (Roots: The Next Generations, Fernsehserie, eine Folge)
- 1982: Alice at the Palace (Fernsehfilm)
- 1979/1983: Love Boat (The Love Boat, Fernsehserie, drei Folgen)
- 1980: Fame – Der Weg zum Ruhm (Fame)
- 1981: Ragtime
- 1982–1987: Fame – Der Weg zum Ruhm (Fame, Fernsehserie, 133 Folgen)
- 1986: Jo Jo Dancer – Dein Leben ruft (Jo Jo Dancer, Your Life Is Calling)
- 1994: Mac Millionär – Zu clever für ’nen Blanko-Scheck (Blank Check)
- 1995–1996: Ein schrecklich nettes Haus (In The House, Fernsehserie, 26 Folgen)
- 2009: Next Day Air
- 2009: Fame
- seit 2011: Grey’s Anatomy (Fernsehserie)
- 2013: A Star for Rose
- 2018–2023: S.W.A.T. (Fernsehserie)

### Als Regisseurin
- 1984–1987: Fame – Der Weg zum Ruhm (Fame, Fernsehserie, 11 Folgen)
- 1988–1993: College Fieber (A Different World, Fernsehserie, 83 Folgen)
- 1989: Polly – Ein Engel auf Erden (Polly, Fernsehfilm)
- 1990: Der Prinz von Bel-Air (The Fresh Prince of Bel-Air, Fernsehserie, zwei Folgen)
- 2003–2007: All of Us (Fernsehserie, 44 Folgen)
- 2005–2008: Girlfriends (Fernsehserie, neun Folgen)
- 2006–2009: Alle hassen Chris (Everybody Hates Chris, Fernsehserie, zehn Folgen)
- 2010–2011: Hellcats (Fernsehserie, zwei Folgen)
- seit 2010: Grey’s Anatomy (Fernsehserie)
- 2014: How to Get Away with Murder (Fernsehserie, eine Folge)
- 2014–2015: Scandal (Fernsehserie, drei Folgen)
- 2014–2015: Jane the Virgin (Fernsehserie, zwei Folgen)
- 2015: Empire (Fernsehserie, eine Folge)

### Als Produzentin
- 1984–1985: Fame – Der Weg zum Ruhm (Fame, Fernsehserie, sechs Folgen)
- 1997: Amistad
- seit 2016: Grey’s Anatomy (Fernsehserie)

## Diskografie

### Alben
- 1986: Sweet Charity
- 1989: Special Look